# Прогресо (Тексас)
Прогресо (енгл. Progreso) град је у америчкој савезној држави Тексас. По попису становништва из 2010. у њему је живело 5.507 становника.

## Демографија
Према попису становништва из 2010. у граду је живело 5.507 становника, што је 656 (13,5%) становника више него 2000. године.
| Група             | 2000.         | 2010.         |
| Белци             | 45 (0,9%)     | 84 (1,5%)     |
| Афроамериканци    | 0 (0,0%)      | 12 (0,2%)     |
| Азијати           | 2 (0,0%)      | 3 (0,1%)      |
| Хиспаноамериканци | 4.803 (99,0%) | 5.417 (98,4%) |
| Укупно            | 4.851         | 5.507         |